# Urodzajność gleby
Urodzajność gleby – zdolność gleby do zaspokajania potrzeb roślin i wydawania plonu. Jest to wypadkowa żyzności i zastosowanych przez rolnika zabiegów agrotechnicznych. Urodzajność jest cechą określającą wartość produkcyjną gleby.
Wyróżnia się:
- urodzajność potencjalną, zależną od siedliska, w jakim gleba występuje
- urodzajność aktualną, która może się zmieniać w czasie

Podstawową miarą urodzajności jest plon (urodzaj). Na glebach urodzajnych, przy sprzyjających warunkach atmosferycznych, można osiągać wysokie plony. 